# Spiritwood Lake
Spiritwood Lake is een plaats (city) in de Amerikaanse staat North Dakota, en valt bestuurlijk gezien onder Stutsman County.

## Demografie
Bij de volkstelling in 2000 werd het aantal inwoners vastgesteld op 72.
In 2006 is het aantal inwoners door het United States Census Bureau geschat op 78, een stijging van 6 (8.3%).

## Geografie
Volgens het United States Census Bureau beslaat de plaats een oppervlakte van
4,7 km², waarvan 2,8 km² land en 1,9 km² water.

## Plaatsen in de nabije omgeving
De onderstaande figuur toont nabijgelegen plaatsen in een straal van 24 km rond Spiritwood Lake.